# 阿旺克村
阿旺克村（1938年—），男，藏族，西藏拉萨人，中国舞蹈演员、编导，曾任中国舞蹈家协会常务理事。